# 石纹电鳐
石纹电鳐（学名：Torpedo marmorata），又名石纹电鲼，是电鳐科电鳐属的一种，分布于自北海到南非沿海的东大西洋。该种电鳐生活于中浅水深的岩礁、海草床等环境，且能适应像是潮池等极其缺氧的环境。石纹电鳐的胸鳍几乎为圆形，尾鳍很大。其尾部肌肉发达，上有两对背鳍。其喷水孔旁有若干辐射出的指状纹路，为其鉴定的关键之一。另外，该鱼身体上暗棕色的斑点也可用于鉴定，但部分个体可能为纯色。雄性石纹电鳐平均体长36-38公分。雌性长于雄性，为55-61公分。
石纹电鳐为夜行性动物，一般独自活动，常将自己掩埋于海底，仅露出双眼和喷水孔。石纹电鳐为伏击捕食者，猎物几乎全为小型硬骨鱼。其捕猎方法为埋伏于海床中并用电流电晕猎物。当受到威胁时，石纹电鳐会游向潜在的威胁，绕圈游动或将自己卷起来以露出腹部，并使用电流击退可能的掠食者。该种电鳐有一对发电器官，可发出70-80伏的电流。
石纹电鳐为卵胎生物种，即受精卵在母鱼体内依靠卵黄发育完全后再诞生。该鱼每两年繁殖一次，孕期9-12个月，一次诞下的幼鱼从3条至32条不等。新生的幼鱼已具备放电能力。
虽然石纹电鳐的电流可能会造成重伤，但不至于致命。人类在古典时代便已认识到石纹电鳐的放电能力，并尝试利用它们的电击来治疗头痛。而在医学领域，石纹电鳐和其他几种电鳐一样可被作为模式生物。石纹电鳐亦常作为兼捕被捕获，但由于其经济价值极低渔民一般会将捕获的电鳐弃回海中。然而，石纹电鳐的主要猎物：底栖的甲壳类与小鱼则受过度捕捞影响较大，其种群因此在近半个世纪内下降了30%-40%，被IUCN评为“近危”（VU）。

## 物种分类

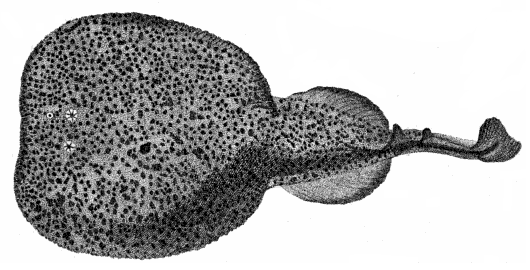
安东·里索描述石纹电鳐时所绘制的插图

法国生物学家安东·里索于1810年他出版的书籍《尼斯鱼类学》中首次描述石纹电鳐，种加词marmorata为拉丁文中“大理石”之意，当时他并未提供正模标本。1999年，罗纳德·佛里克将里索在书籍上绘制的插图指定为石纹电鳐的正模。
石纹电鳐由于斑点边缘呈穗状且背部较华丽被划入电鳐属下的电鳐亚属Torpedo。

## 物种分布
石纹电鳐广泛分布于东大西洋，北至苏格兰以及北海南部，而最南可至南非好望角。此外，在印度洋海域该鱼的分布南至好望角，北至德班，并有可能分布于更北的水域。该鱼亦分布于地中海，其中西地中海的种群密度更高。石纹电鳐偏好冷于20℃的海水。在大不列颠岛和爱尔兰该鱼生活于10-30米水深的海床上，在意大利则是30-100米而在突尼斯沿海则常见于200米水深处，其最深的记录为370米。
石纹电鳐的分布范围和云纹电鳐部分重合。在二者均有分布的海域石纹电鳐会分布于更深的水域。

## 外貌描述

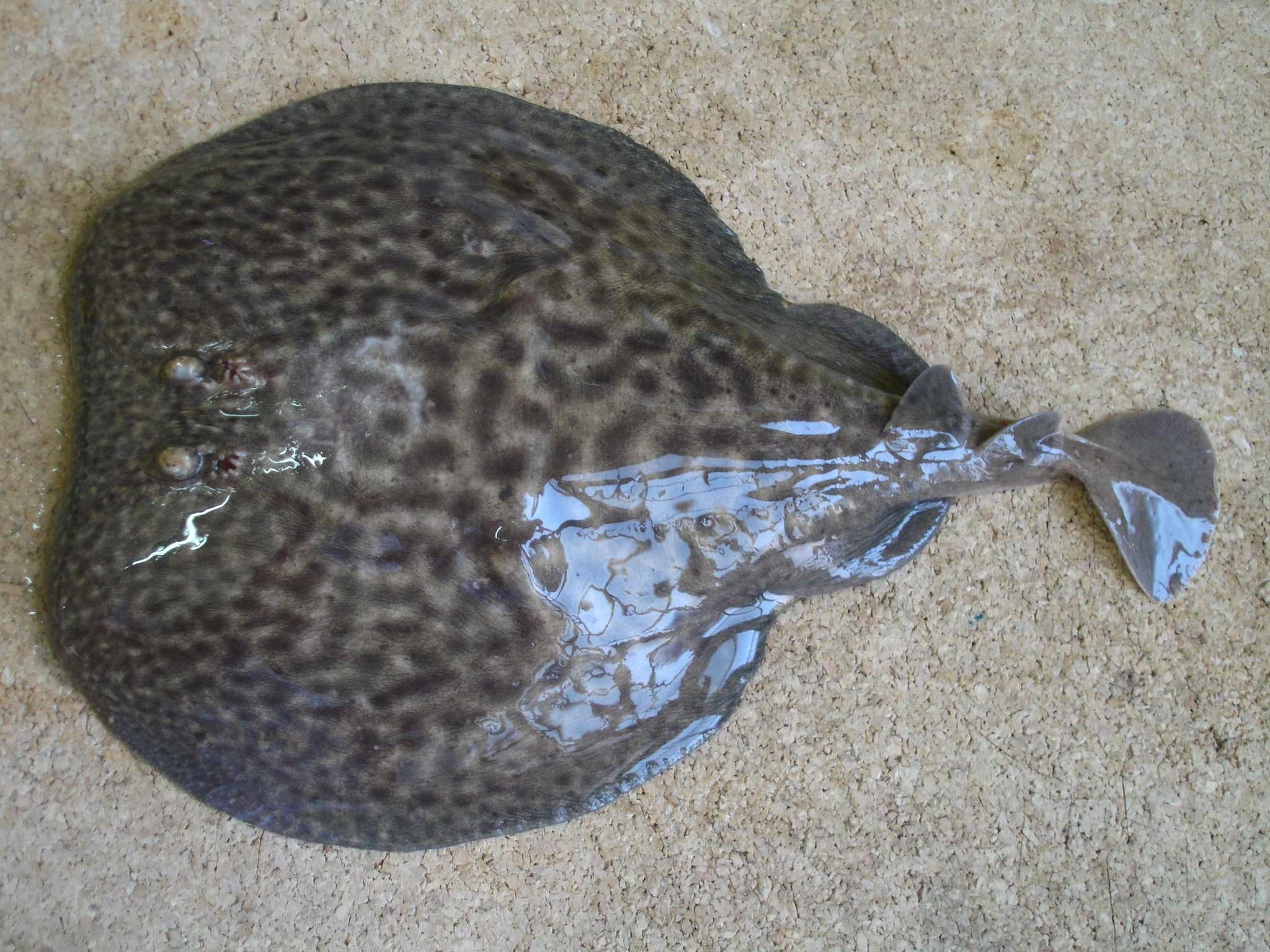
华丽的花纹与喷水孔周围的指状纹路是石纹电鳐的特征

石纹电鳐身体柔软，鱼鳞退化。其胸鳍非常宽大，成碟状环绕鱼身。其眼小，一旁有一对肾形的发电器官，后部则有一对喷水孔。喷水孔旁有5-8道辐射出去的指状纹路，而在喷水孔后则有5-7个分泌黏液的毛孔。在其两道鼻腔中间有一块宽大的四边形皮肤如窗帘样凹起，几乎抵达其嘴的位置。其嘴小而尖。该鱼有鳃裂。石纹电鳐牙齿小而尖锐，在其两颚上以梅花形排列。石纹电鳐的五对鳃裂较小，位于身体下部。
石纹电鳐的两片背鳍非常靠近彼此，且末端均较钝，底部长度约为其高度的2/3。其中第一片背鳍的前端同腹鳍末端大约在同一位置，而第二片则稍小于第一片。石纹电鳐的尾部短而壮，两侧皮肤褶皱。尾鳍大致为偏圆的三角形。石纹电鳐的上半身为暗棕色，散落有暗色的斑点，但也有纯棕色的个体，而下半身几乎全为白色，仅鱼鳍边缘为黑色。
石纹电鳐最长可长到1米，但超过38厘米的雄性个体或是超过56厘米的雌性个体非常少见。有推测雌性体型较大的原因是由于生殖需要更多能量。不同海域的石纹电鳐的体型差异极小。

## 生态

### 栖息地

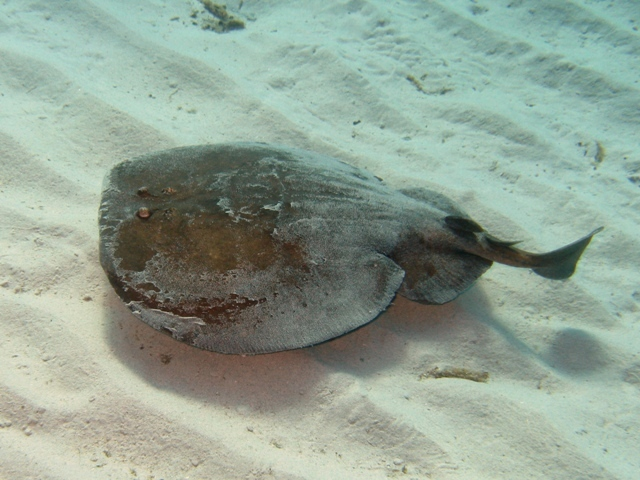
平坦的沙质海床是石纹电鳐的栖息地之一

石纹电鳐为底栖鱼类，主要生活于岩礁与海草床或其附近的沙泥质海床上。

### 迁徙
分布于法国西北部阿卡雄湾的怀孕石纹电鳐会在夏季迁徙至非常浅的泥泞水域中。此外，也有猜测认为石纹电鳐会在秋季向北迁徙至不列颠群岛。

### 习性

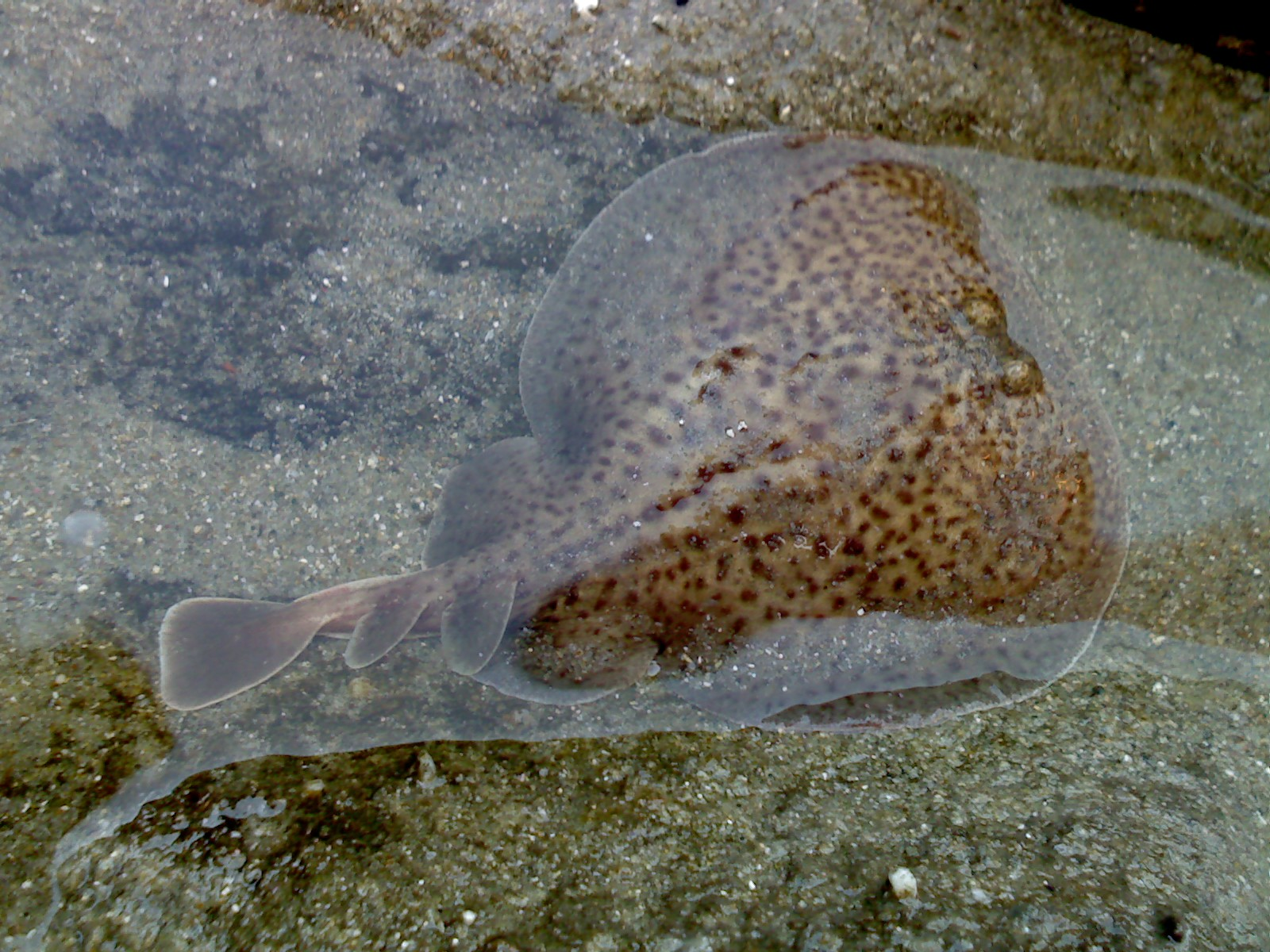
由于石纹电鳐氧气消耗量很低，其可生活在潮池等缺氧环境中

石纹电鳐通常单独活动，游泳速度非常缓慢，常一连数日在海床上一动不动。石纹电鳐为夜行性动物，白天会将自己掩埋于海床的泥沙之中，仅露出眼睛和喷水孔。由于石纹电鳐身体柔软，其心率很低，仅有每分钟10-15跳，而氧气需求量也低于同一大小的其他鳐鱼。因此，石纹电鳐对缺氧环境的耐受力极强，可生活于潮池或是海底等氧气匮乏的环境。石纹电鳐会在周围水压低于10-15托时停止呼吸，但仍可坚持5-6个小时而不窒息而亡。石纹电鳐的线粒体中会进行额外的无氧糖酵解反应来在缺氧的环境下提供额外的能量，石纹电鳐的缺氧耐性可能由来于此
同其他电鳐科物种一样，石纹电鳐具有一对可放电的肌肉组织，每条石纹电鳐都有16-24万个充满凝胶的小囊，在发电时可起到电池的作用。目前石纹电鳐电压的最高纪录是70-80伏特，但理论上最高可达200伏特。石纹电鳐疲劳时电流强度会减弱 ，且放电组织的神经会在15℃以下的海水中完全停止。然而，石纹电鳐分布范围中有海域冬季水温低于15℃，因此这些海域的石纹电鳐可能冬季不会放电，或有未知的生理构造让其在冷水中也能发电。

### 捕食
石纹电鳐为伏击捕食者，会通过电流来杀死猎物。由于伏击时石纹电鳐的眼部常被遮住，视力对其来说极不重要。石纹电鳐主要依赖于其侧线上力学感受器感受移动的器官，故其只会捕猎游动的生物。此外，石纹电鳐的电感受器劳伦氏壶腹亦能帮助其感知猎物。

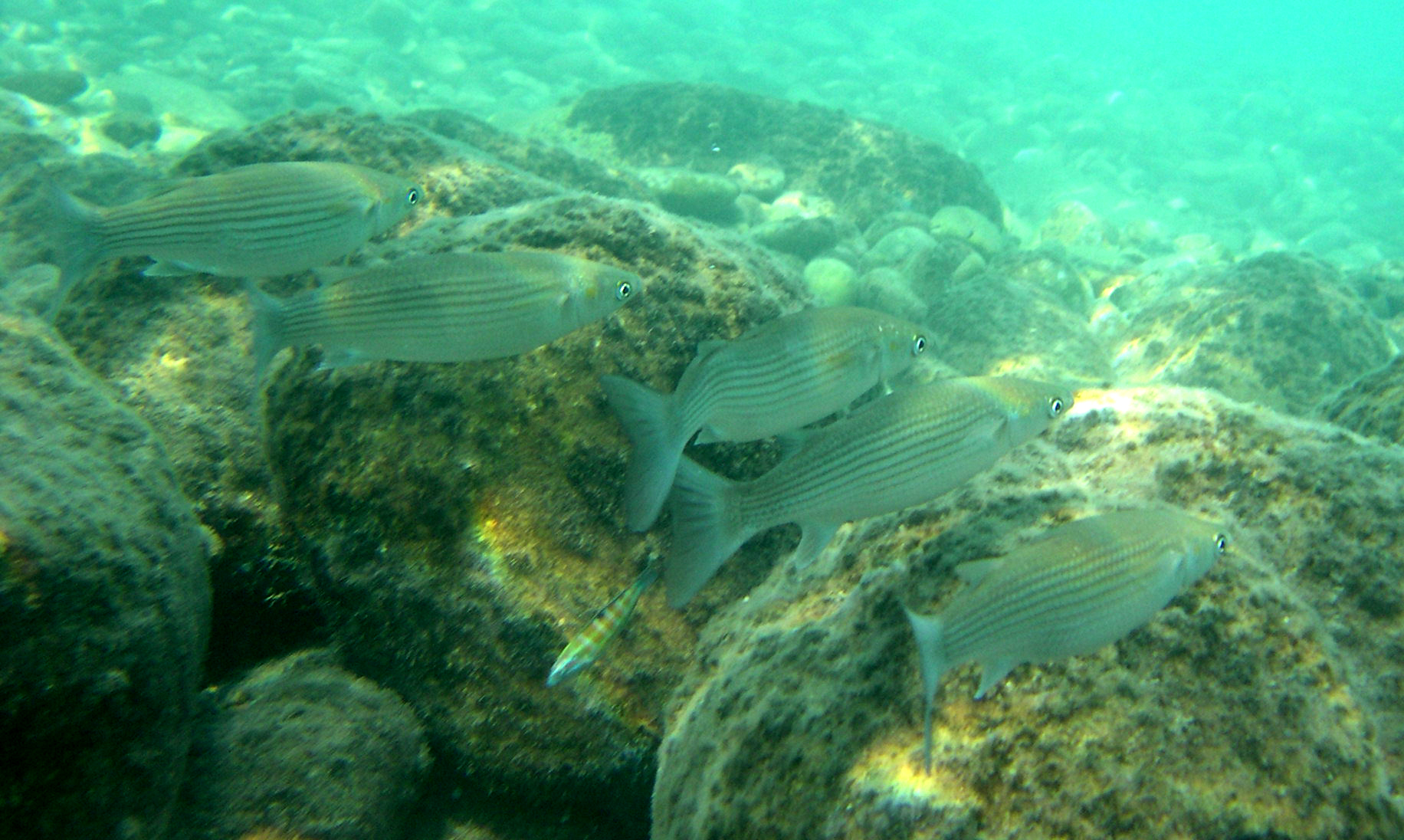
跳鮻是石纹电鳐的主要猎物之一

石纹电鳐的猎物中90%均为小型底栖硬骨鱼，包括鰕虎鱼、梭鳕、欧洲鲈、竹筴鱼、鲷鱼、鲻鱼、隆头鱼、康吉鳗和比目鱼。欧洲乌贼等头足目动物则是次要的猎物。此外，还有一次石纹电鳐捕食对虾的记录。人工环境下石纹电鳐不会捕食尖头蟹科的螃蟹。
石纹电鳐有两种捕食的方法，分别为跳跃式和潜袭式：
- 石纹电鳐一般使用跳跃式捕食离其不超过4厘米的小鱼：它会收回头部，随即用其碟状鱼鳍进行冲刺，冲刺的距离一般高于目标离海床的距离的2-3倍。同时，它会用尾部攻击，并放出230-240赫兹的电流。爆发的电流足以让目标痉挛并很有可能造成其脊柱断裂。之后石纹电鳐会游至麻痹的猎物上方用身体盖住猎物并将其吞食，这一过程中其会继续放电[19][20]。
- 石纹电鳐使用潜袭式的对象则多为静止不动或移速缓慢的猎物，其中也包括那些超出其跳跃式捕猎范围的猎物。在使用这种捕食方法时，石纹电鳐的碟状鱼鳍会上下摆动，同时其尾部也会有小规模的晃动。当鱼鳍向上时，猎物会被周围的海水推向石纹电鳐身下，而鱼鳍向下的摆动则会让石纹电鳐向前靠近猎物。在石纹电鳐抵达猎物上方后，它会张大嘴将猎物吞入，期间亦会释放电流直到将猎物完全吞下为止[20]。

无论采取哪种捕食方法以及猎物大小，石纹电鳐均会将猎物囫囵吞下。曾有一条41厘米长的石纹电鳐将一条34厘米长的短鳍三须鳕的记录。

### 防御天敌

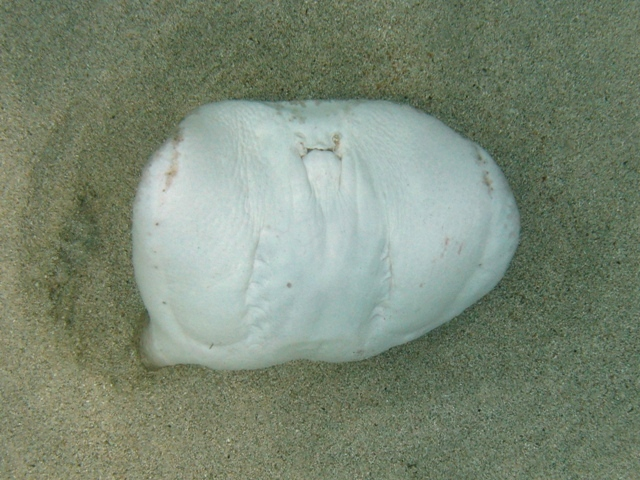
在受到威胁时，石纹电鳐可能会盘卷自身以让对方受到更强的电流攻击

由于石纹电鳐的放电能力，其鲜少被其他生物捕食。石纹电鳐在身体不同部位被抓握时会有不同的反应。如果其鱼鳍被抓住，它会立刻放电并沿直线逃跑，之后可能会将自己重新埋在沙子中；而当如果鱼尾被抓住，它会立刻向上绕圈游动，若无法摆脱则会将自己身体盘卷起来，腹部向前以让电场最强的部分正对捕食者后放出短促但强力的电流。石纹电鳐在被抓住尾巴时会发出比被抓住鱼鳍时更强的电流。

### 繁殖
石纹电鳐为卵胎生物种，即受精卵会在母鱼体内依靠卵黄发育一段时间再离开母体。石纹电鳐有两个发育完全的子宫和卵巢，其子宫内壁有数条彼此平行的纵向褶皱。雌性大概率每两年交配一次，而雄性每年均可交配。石纹电鳐的繁殖季为每年的11月至次年1月，孕期为9-12个月。石纹电鳐每胎的幼鱼数量随母鱼大小而变化，最少为3条，最多可达32条。
石纹电鳐胚在其体长达到1.9-2.3厘米长出发电器官的雏形，为四组原始细胞，此时的胚胎已有明显的眼睛、腹鳍和胸鳍，并长有外鳃。当体长达到2.0-2.7厘米时，胚胎背部的鳃裂会闭合，仅留下腹部的鳃裂。与此同时，先前提到的四组细胞两两融合，形成一对发电器官。在长至2.8-3.7厘米时胚胎的胸鳍将会扩大并和吻部相连，形成鳐鱼最典型的碟状外观。胚胎会在长至3.5-5.5厘米时将外鳃吸收且表皮出现色素。胚胎在长至6.6-7.3米时将具备放电能力，且電壓会随胚胎发育而成万倍增加，在体长达到8.6-13厘米时电压已达到47-55伏，同成年电鳐的电压相差不大。
新生的幼鱼体长10-14厘米，且已能和成年电鳐一样进行捕食与防御。雄性石纹电鳐在约5岁时性成熟，此时体长为21-29厘米，寿命为13岁左右，而雌性石纹电鳐则在约12时性成熟，此时体长为31-39厘米，寿命可达20岁。

### 寄生虫
石纹电鳐已知的寄生虫有如下几种：
- 绦虫Anthocephalum gracile[23]和Calyptrobothrium riggii[24]；
- 水蛭Pontobdella muricata（英语：Pontobdella muricata）和Trachelobdella lubrica[25]；
- 单殖纲Amphibdella torpedinis、Amphibdelloides kechemiraen、A. maccallumi、A. vallei、Empruthotrema raiae、E. torpedinis和Squalonchocotyle torpedinis[26][27]；
- 线虫Ascaris torpedinis和Mawsonascaris pastinacae[10]。

## 同人类的关系
石纹电鳐的电击虽然可使人痛苦万分但鲜少致命，不过受到电击的潜水员仍然可能面临在水下迷失方向的危险。

### 历史
人类在古典时代就已对石纹电鳐的放电性质有所了解，并会同其他具有类似能力的鱼（如电鳗）一样作药用。例如，古希腊和古罗马人会尝试用活电鳐的电流来治疗痛风和头痛，并推荐癫痫患者食用电鳐肉。

### 种群现状
石纹电鳐常在拖网和延绳捕鱼中被意外捕获。由于其经济价值较低，渔民一般会将其直接抛回海中。虽然石纹电鳐在意大利的种群有上升趋势，但在其他分布海域例如西非海域和亚得里亚海由于日益发达的渔业石纹电鳐的种群均面临较大的威胁，IUCN将其评为易危（VU）。

### 科学价值
由于石纹电鳐的放电器官含有大量在人类神经系统中极其重要的乙酰胆碱受体，因此其在生物医学上可作为模式生物。